# Saint-Vallier (Charente)
Saint-Vallier é uma comuna francesa na região administrativa da Nova Aquitânia, no departamento de Charente. Estende-se por uma área de 18,21 km². Em 2010 a comuna tinha 137 habitantes (densidade: 7,5 hab./km²).